# Nationale mesterskaber i landevejscykling 2018
Nationale mesterskaber i landevejscykling 2018 startede i Australien og New Zealand i januar. De fleste andre mesterskaber blev arrangeret i sidste uge i juni, før Tour de France.

## Resultater
|                | Herrer               | Herrer               | Damer               | Damer                 | Herrer, U23         | Herrer, U23                 |
| Nation         | Landevej             | Enkeltstart          | Landevej            | Enkeltstart           | Landevej            | Enkeltstart                 |
| -------------- | -------------------- | -------------------- | ------------------- | --------------------- | ------------------- | --------------------------- |
| Australien     | Alexander Edmondson  | Rohan Dennis         | Shannon Malseed     | Katrin Garfoot        | Cyrus Monk          | Callum Scotson              |
| Belgien        | Yves Lampaert        | Victor Campenaerts   | Annelies Dom        | Ann-Sophie Duyck      |                     | Sasha Weemaes               |
| Canada         | Antoine Duchesne     | Svein Tuft           | Katherine Maine     | Leah Kirchmann        |                     |                             |
| Danmark        | Michael Mørkøv       | Martin Toft Madsen   | Amalie Dideriksen   | Cecilie Uttrup Ludwig | Julius Johansen     | Mathias Norsgaard Jørgensen |
| Estland        | Mihkel Raim          | Tanel Kangert        |                     | Liisi Rist            |                     |                             |
| Finland        | Anders Bäckman       | Johan Nordlund       | Lotta Lepistö       | Lotta Lepistö         |                     |                             |
| Frankrig       | Anthony Roux         | Pierre Latour        | Aude Biannic        | Audrey Cordon-Ragot   |                     |                             |
| Hviderusland   | Stanislau Bazhkou    | Vasil Kiryjenka      |                     | Alena Amialiusik      |                     |                             |
| Irland         | Conor Dunne          | Ryan Mullen          | Eve McCrystal       | Kelly Murphy          |                     | Michael O'Loughlin          |
| Italien        | Elia Viviani         |                      | Marta Cavalli       |                       | Edoardo Affini      |                             |
| Letland        | Krists Neilands      | Toms Skujiņš         | Lija Laizane        | Lija Laizane          |                     | Eriks Toms Gavars           |
| Litauen        | Gediminas Bagdonas   | Gediminas Bagdonas   | Rasa Leleivyte      | Daiva Tušlaitė        |                     | Justas Beniusis             |
| Luxembourg     | Bob Jungels          | Bob Jungels          | Christine Majerus   | Christine Majerus     | Pit Leyder          | Tom Wirtgen                 |
| Holland        | Mathieu van der Poel | Dylan van Baarle     | Chantal Blaak       | Ellen van Dijk        | Julius van den Berg | Hartthijs de Vries          |
| New Zealand    | Jason Christie       | Hamish Bond          | Georgia Williams    | Georgia Williams      |                     | Ian Talbot                  |
| Norge          | Vegard Stake Laengen | Edvald Boasson Hagen | Vita Heine          | Line Marie Gulliksen  | Torjus Sleen        |                             |
| Polen          | Michał Kwiatkowski   | Maciej Bodnar        | Małgorzata Jasińska | Małgorzata Jasińska   | Nicoł Plosaj        |                             |
| Portugal       | Domingos Gonçalves   | Domingos Gonçalves   | Daniela Reis        | Daniela Reis          | Rui Oliveira        | Ivo Oliveira                |
| Rusland        | Ivan Rovnyj          | Artjom Ovetsjkin     |                     | Olga Zabelinskaja     |                     |                             |
| Slovakiet      | Peter Sagan          | Marek Čanecký        | Tereza Medvedova    | Tatiana Jasekova      |                     |                             |
| Slovenien      | Matej Mohorič        | Jan Tratnik          | Polona Batagelj     | Eugenia Bujak         |                     |                             |
| Spanien        | Gorka Izagirre       | Jonathan Castroviejo | Eider Merino        | Margarita Garcia      | Inigo Elosegui      | Martin Bouzas               |
| Storbritannien | Connor Swift         | Geraint Thomas       | Jessica Roberts     | Hannah Barnes         |                     | Charlie Tanfield            |
| Schweiz        | Steve Morabito       | Stefan Küng          | Jolanda Neff        | Nicole Hanselmann     | Lukas Rüegg         | Stefan Bissegger            |
| Sverige        | Lucas Eriksson       | Tobias Ludvigsson    | Emilia Fahlin       | Lisa Nordén           |                     |                             |
| Sydafrika      | Daryl Impey          | Daryl Impey          | Carla Oberholzer    | Liezel Jordaan        | Jason Oosthuizen    | Stefan de Bod               |
| Tjekkiet       | Josef Černý          | Josef Černý          | Jamila Machacova    | Tereza Korvasova      |                     | Jakub Otruba                |
| Tyskland       | Pascal Ackermann     | Tony Martin          | Liane Lippert       | Lisa Brennauer        | Max Kanter          | Jasper Frahm                |
| USA            | Jonathan Brown       | Joey Rosskopf        | Coryn Rivera        | Amber Neben           |                     |                             |
| Østrig         | Lukas Pöstlberger    | Georg Preidler       | Sarah Rijkes        | Martina Ritter        | Felix Gall          |                             |